# Boukhis
Le taureau Boukhis est une divinité égyptienne et un taureau sacré principalement vénéré en thébaïde, à Hermonthis (Armant), mais également à Médamoud, Tôd et Thèbes. Il est considéré comme étant le héraut et la manifestation vivant du ba de la divinité solaire Montou. Toutefois, certaines de ces épithètes l'associaient à d'autres divinités, tels Rê, Osiris, Amon ou bien encore Min.

## Vie et mort des taureaux Boukhis

### Un «unique»
Le culte du taureau Boukhis est bien moins connu et documenté que celui des Apis ou bien des Mnévis. Toutefois, son culte présente avec ces derniers de nombreuses similitudes. En effet, comme ces homologues, un seul taureau était choisi pour être l'incarnation de Boukhis. Il vivait toute sa vie dans l'opulence à proximité du temple de Hermonthis, et bénéficiait de rites funéraires somptueux après sa mort.

### Traits morphologiques distinctifs
Comme pour le taureau Apis et Mnévis, le taureau désigné pour être la manifestation de Montou sur terre était choisi grâce à des traits morphologiques permettant de le distinguer de ces congénères. Il fallait une bête blanche dont le pelage de sa tête était noire. D'après Macrobe, les Egyptiens s'assuraient  "qu'à chaque heure, il (=le taureau Boukhis) change de couleur, et que son poil est dans le sens contraire de tous les autres animaux" (Saturnales, I, chapitre 21, 20-21). Selon l'auteur, cette caractéristique était nécessaire pour associer l'animal à l'astre solaire dont il était censé être une manifestation.

### Intronisation du taureau Boukhis
La stèle funéraire Bucheum 9 (EA 709), actuellement conservée au British Museum, fournie de précieuses informations sur l'intronisation du taureau Boukhis. Après la mort d'un taureau, les prêtres d'Hermonthis parcourraient l'Égypte à la recherche de la réincarnation de l'animal. Une fois trouvé, il était envoyé à Thèbes pour être intronisé. Le lieu exact de la cérémonie fait encore débat. Elle devait se dérouler à proximité du temple de Louxor,. Après avoir reçu la couronne à plumes d'autruches, il était envoyé dans son étable à Hermonthis.

### Bucheum: la sépulture des taureaux Boukhis
À leurs morts, les taureaux étaient ensevelies dans le Bucheum (en), découvert par Robert Mond en 1927.

## Chronologie

### Époque grecque
Une stèle peinte du musée égyptien du Caire figure Ptolémée V présentant une offrande à Boukhis.

### Période romaine

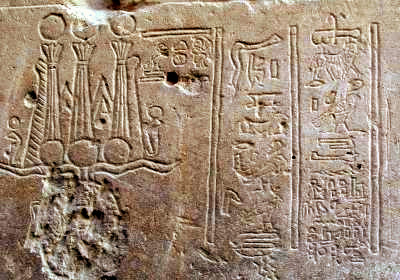
Graffiti de Esmet-Akhom, dernier texte hiéroglyphique connue datant de 394, porte d'Hadrien du temple de Philae

La stèle funéraire Bucheum 20 (JE 31901) célèbre probablement l'ensevelissement du dernier taureau sacré. Cette stèle est exceptionnelle pour plusieurs raisons. Tout d'abord, il s'agit de l'avant-dernier texte inscrit à l'aide de l'écriture hiéroglyphique. En outre, cette stèle fournie l'une des rares attestations de l'utilisation du « comput dioclétien ». En tout cas, elle donne de précieuses informations sur la vie du dernier taureau. La bête naquit en 316 et fut intronisée en l'an 322 sous le règne de Licinius, empereur ouvertement chrétien. Il mourut après 24 ans d'existence, le 4 novembre 340, durant le règne de Constance II. Sa mort marque la fin du culte des taureaux sacrés à Hermonthis. Environ 40 ans après, l'empereur Théodose Ier promulgue l'édit de Thessalonique. Le christianisme nicéen devient alors religion d'état. Les temples et les derniers cultes païens sont interdits, sonnant ainsi le glas de l'antique religion égyptienne.

## Galerie image

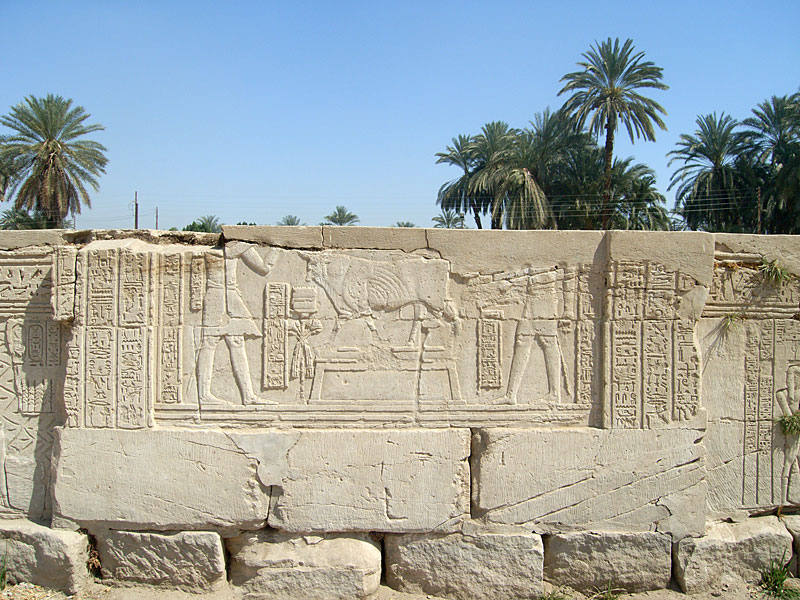
Relief du prétendu « l'oracle » de Médamoud
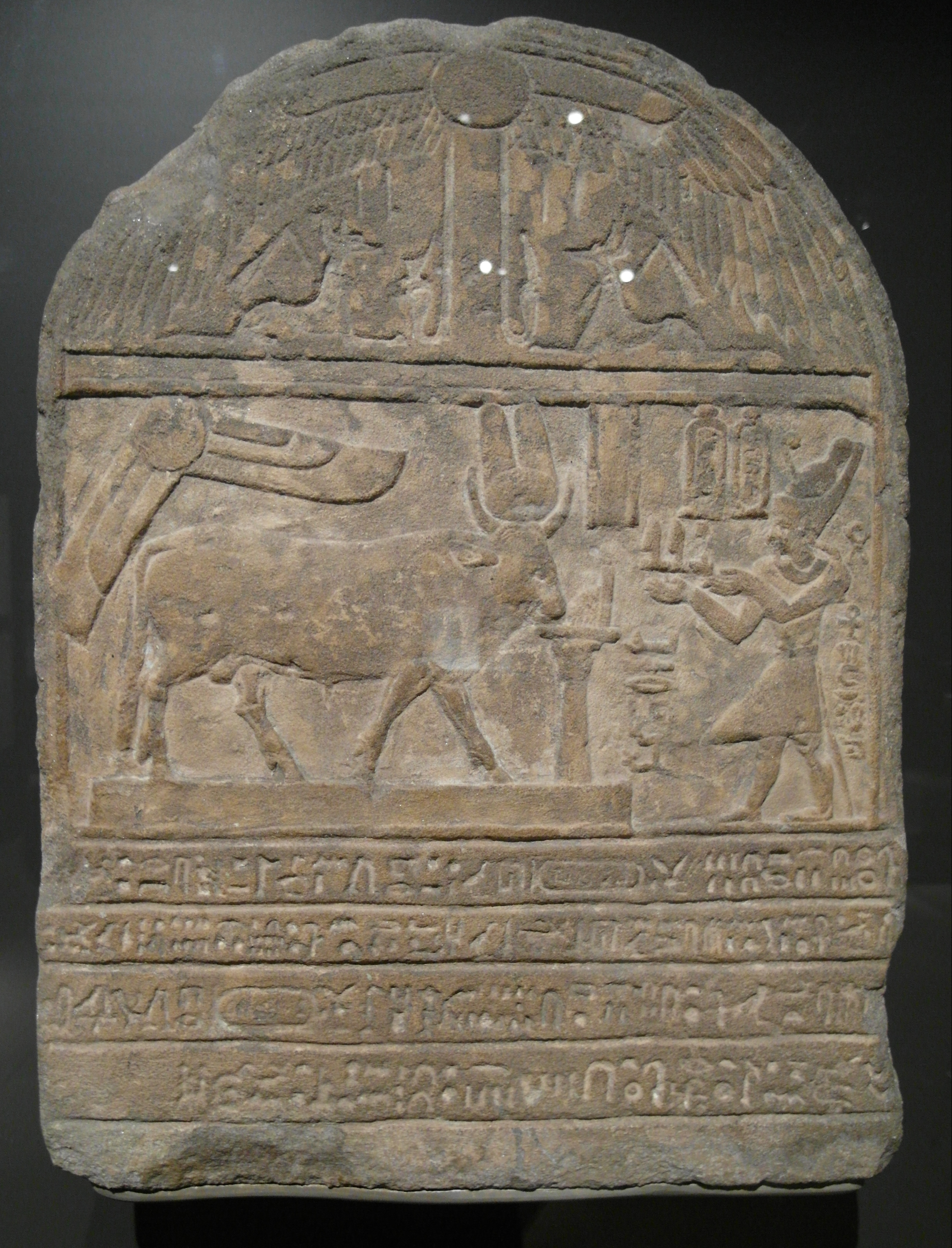
Stèle funéraire d'un taureau Boukhis décédé sous le règne de Ptolémée II
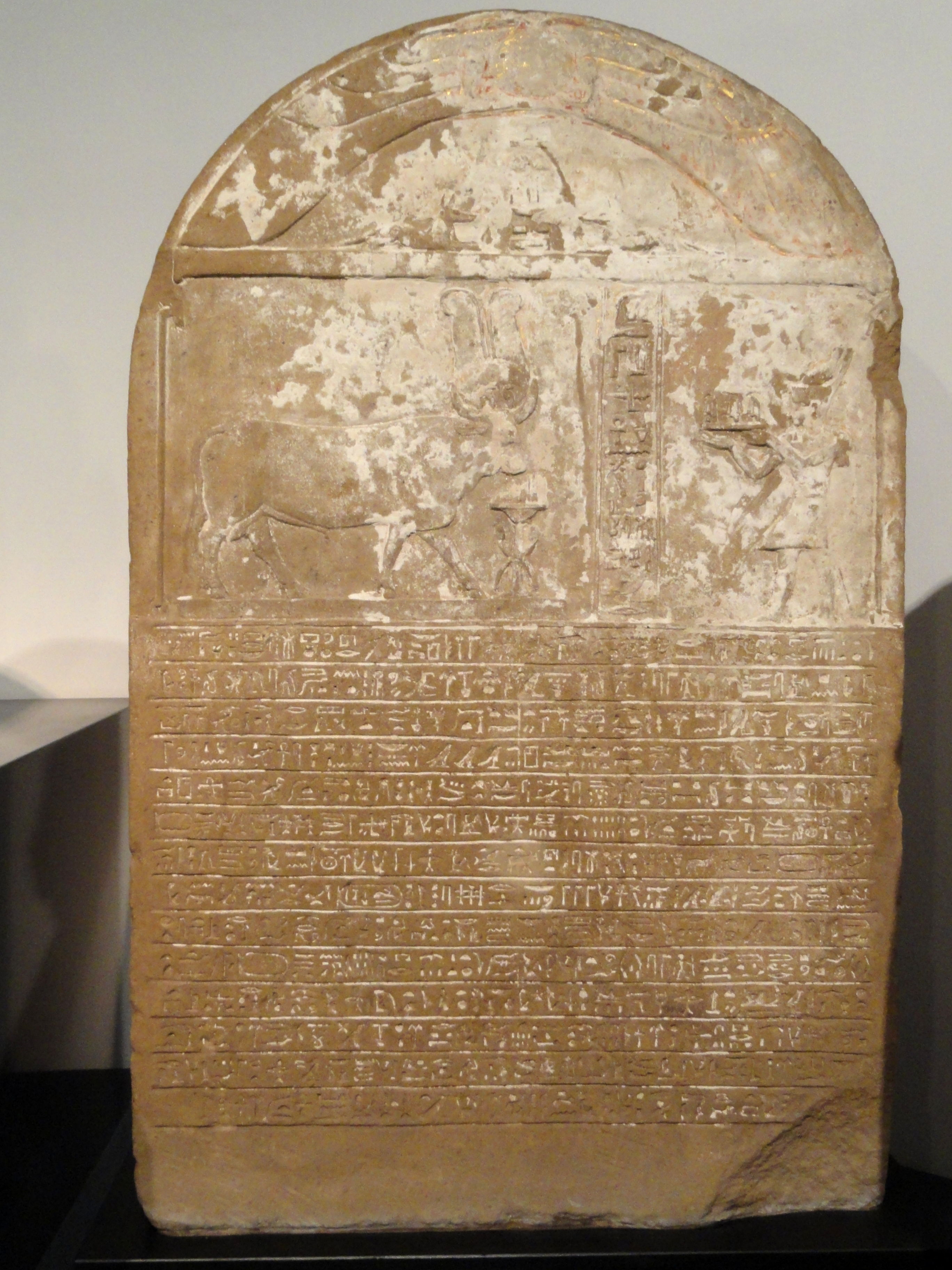
Stèle funéraire d'un taureau Boukhis décédé sous le règne d'Auguste - Ny Carlsberg Glyptotek

## Sources